# Uniunea Social Liberală
Uniunea Social Liberală (deutsch Sozial-Liberale Union) kurz USL, war von 2011 bis Anfang 2014 ein rumänisches Parteienbündnis der sozialdemokratischen PSD mit der rechtsliberalen PNL und der sozialkonservativen PC. Es stellte von Mai 2012 bis März 2014 die Regierung unter Victor Ponta.

## Geschichte
Die Allianz wurde am 5. Februar 2011 durch Victor Ponta von der Sozialdemokratischen Partei, Crin Antonescu von der National-Liberalen Partei und Daniel Constantin von der Konservativen Partei vertreten, gegründet. Diese stürzten am 27. April 2012 die Regierung von Mihai Răzvan Ungureanu (parteilos, unterstützt von der liberal-konservativen PD-L, der Ungarnpartei UDMR und der PSD-Abspaltung UNPR) durch ein Misstrauensvotum. Anschließend bildeten sie das Kabinett Ponta I, das sich am 7. Mai 2012 der Vertrauensfrage unterzog und mit 284 Ja-Stimmen (231 notwendig) und 92 Nein-Stimmen bestätigt wurde.
Bei den Lokalwahlen am 10. Juni 2012 errangen die Parteien der USL einen Erdrutschsieg: In 36 der 41 Județe stellten sie anschließend den Ratspräsidenten, in 1.351 der 3.180 Gemeinden gewannen sie das Bürgermeisteramt. Die Senatoren der USL wählten den PNL-Vorsitzenden Crin Antonescu am 3. Juli 2012 zum neuen Senatspräsidenten. Mit den Stimmen der Sozial-Liberalen Union suspendierte das Parlament am 6. Juli 2012 den Staatspräsidenten Băsescu (PD-L). Die Amtsgeschäfte des Staatsoberhaupts wurden vorübergehend von Senatspräsident Antonescu ausgeübt. Das Referendum zur endgültigen Amtsenthebung Băsescus am 29. Juli 2012 scheiterte jedoch an zu geringer Beteiligung (nur 46,2 Prozent der Abstimmungsberechtigten) und Băsescu konnte in sein Amt zurückkehren. Im September 2012 trat auch die UNPR der Sozial-Liberalen Union bei.
Die Parlamentswahl im Dezember 2012 gewann die USL erdrutschartig: Das Bündnis erhielt 58,6 Prozent der Stimmen (25 Prozentpunkte mehr als PSD+PC und PNL vier Jahre zuvor), was sich in 273 der 412 Sitzen im Abgeordnetenhaus niederschlug. Im Senat hatte die Allianz mit 122 von 176 Sitzen sogar eine Zwei-Drittel-Mehrheit. Anschließend bildeten die Parteien der USL das Kabinett Ponta II.
In der ersten Jahreshälfte 2014 wurde das Parteienbündnis, nach Aussage des damaligen Vorsitzenden der National-Liberalen Klaus Johannis, aufgelöst. Der ehemalige Ministerpräsident Călin Popescu-Tăriceanu trat daraufhin aus der PNL aus, da er das Bündnis mit Ponta und der PSD fortsetzen wollte. Sein Flügel bildete später die Partidul Liberal Reformator (PLR). Am 4. März 2014 trat Crin Antonescu als Senatspräsident zurück. Am Tag darauf schied die PNL aus der Regierung aus und Ministerpräsident Ponta bildete das Kabinett Ponta III aus PSD, PC, UNPR und UDMR. Der Senat wählte Popescu-Tăriceanu zu seinem neuen Präsidenten. Zur Europawahl im Mai 2014 stellte die PSD unter der Bezeichnung Uniunea Social Democrată (USD) eine gemeinsame Liste mit UNPR und PC auf, während die PNL nach der Wahl eine Fusion mit der PD-L einleitete (aus der Präsident Băsescu und seine Anhänger mittlerweile ausgetreten waren).